# 相馬盛胤 (十三代当主)
相馬 盛胤（そうま もりたね）は、戦国時代の武将・大名。相馬氏13代当主。陸奥国行方郡小高城主。

## 経歴
文明8年（1476年）、相馬氏12代当主・相馬高胤の子として生まれる。はじめ「定胤」と名乗った。
延徳4年（1492年）6月11日、父・高胤が標葉隆成との戦いの最中に陣没する。盛胤は家督を相続するとただちに態勢を立て直して標葉氏との合戦を再開し、同年（改元して明応元年）12月、標葉氏の居城・権現堂城を攻め落として滅ぼし、標葉郡全域と楢葉郡のうち富岡城（富岡町）、木戸城（楢葉町）を支配下に収めた。
永正18年（1521年）7月7日、死去。嫡男・顕胤が跡を継いだ。